# Olena Bondarenko

Olena Bondarenko, 2016

Olena Anatoliiwna Bondarenko (ukrainisch Оле́на Анато́ліївна Бондаре́нко, * 26. Mai 1974 in Makijiwka, Oblast Donezk, Ukrainische SSR) ist eine ukrainische Journalistin und Politikerin.

## Biografie
Olena Anatoliiwna Bondarenko wurde am 26. Mai 1974 in Makijiwka geboren. Sie studierte von 1991 bis 1996 Geschichte und Journalismus an der Nationalen Universität in Donezk. Sie begann ihre Karriere als freie Korrespondentin der Regionalzeitung „Donetskiye novosti“. Von 1995 bis 1997 arbeitete sie beim Fernsehsender „TRK Ukraina“. Von 1997 bis 1999 arbeitete sie bei den Sendern „Inter“ und „TRK Donbass“. Nach zweijähriger Mutterschaftspause begann sie 2001 als Pressesekretärin der grünen Partei der Ukraine zu arbeiten. Nach ein paar Monaten wurde sie zu Borys Kolesnikows Assistentin ernannt, der damals der Vorsitzende des regionalen Parlaments der Oblast Donezk war. Später wurde sie zur Leiterin des Pressedienstes des regionalen Parlaments ernannt. Dieses Amt hatte sie bis 2006 inne. 2004 schloss sie ihr Verwaltungsmanagement-Studium an der Nationalen Akademie für Management in Donezk ab.
Bei der Parlamentswahl in der Ukraine 2006 wurde Bondarenko als Mitglied der Partei der Regionen als Abgeordnete in die Werchowna Rada gewählt. Dort arbeitete sie im Ausschuss für Meinungs- und Informationsfreiheit, im Unterausschuss für Werbung, und in der temporären Untersuchungskommission zum Tod von Heorhij Gongadse. Bondarenko führte Gesetzesinitiativen zu Grundgesetzen wie dem Werberecht, dem Gesetz über Radio und Fernsehen, und dem Gesetz über den Nationalrat für Hörfunk durch.
Bei der Parlamentswahl in der Ukraine 2007 war Bondarenko die Leiterin der Kommunikationsabteilung der Wahlkampfzentrale der Partei der Regionen und wurde erneut zur Abgeordneten gewählt. Im Mai 2012 wurde sie zur offiziellen Sprecherin ihrer Partei ernannt.

### Euromaidan
Im Zuge der Ereignisse vom Euromaidan wurde Bondarenko am 24. Januar 2014 die Einreise in die USA verboten, da sie mit den „Aktionen, die im November und Dezember des vorherigen Jahres gegen Demonstranten vorgenommen wurden“ in Verbindung gebracht wurde. Bei einem Interview mit dem Spiegel Mitte Februar 2014 verteidigte Bondarenko das Vorgehen der Polizei gegen die Demonstranten.

## Privates
Bondarenko ist verheiratet und hat zwei Kinder.